# 石黒マリーローズ
石黒 マリーローズ（いしぐろ マリーローズ、Ishiguro Marie Rose、1943年8月25日 - ）は、レバノン生まれ、日本で活動する評論家。
英知大学（のちの聖トマス大学）で助教授、教授を務めた。現在では、エッセイストとしても活躍中。サイバー大学客員教授。

## 略歴
旧称・アブデル・ジャリール。レバノン・ベイルート生まれ。聖ヨセフ大学卒、パリ・カトリック大学で学ぶ。外交官の語学教師やクウェート王室付きの教師などを歴任。
1972年に来日し、日本人実業家・石黒道兼（青果物卸売業 兼常コーポレーション代表取締役）と結婚。1983年、レバノン文化教育センターを設立、館長となる。
1989年、神戸市の「国際文化交流賞」を受賞。言語学と異文化理解などについて教える。海外にたびたび渡航し、アメリカでは多くの青少年の刑務所や鑑別所を慰問する。
妹の梅若マドレーヌ（1958-　）は、能楽師・梅若猶彦の妻。

## 著書
- 『レバノンの黒い瞳 日・米を射る』黒崎民子訳 日本教育研究センター 1987
- 『レバノン杉と桜 日本人に平和と心の豊かさを問い直すレバノン女性の視点』広済堂出版 1991
- 『キリスト教文化の常識』1994 講談社現代新書
- 『キリスト教英語の常識』1997 (講談社現代新書)
- 『ちょっとお節介ですが 愛する日本人へひと言』時事通信社 1999
- 『「聖書」名表現の常識』2001 (講談社現代新書)
- 『いつのまにか人づきあいがうまくなる心の習慣 聖書に学ぶ』PHP研究所 2002
- 『聖書でわかる英語表現』2004 岩波新書
- 『聖書の英語の物語』日本放送出版協会 (生活人新書) 2004
- 『聖書で読むアメリカ』2006 PHP新書
- 『キリスト教で見るもうひとつのアメリカ』日本経済新聞出版社 (日経プレミアシリーズ) 2010
- 『英語で読む罪と悪の聖書』コスモピア 2012
- 『クウェート王室付きの元教師が見つけた日本だから感じる88の幸せ』宝島社 2017